# Le Pouzin Handball 07
 (signalé en juillet 2025).
Si vous disposez d'ouvrages ou d'articles de référence ou si vous connaissez des sites web de qualité traitant du thème abordé ici, merci de compléter l'article en donnant les références utiles à sa vérifiabilité et en les liant à la section « Notes et références ».
- Archive Wikiwix
- Bing
- Cairn
- DuckDuckGo
- E. Universalis
- Gallica
- Google
- G. Books
- G. News
- G. Scholar
- Persée
- Qwant
- (zh) Baidu
- (ru) Yandex

Actualités
Le Pouzin Handball 07 est un club de handball féminin français basé à Le Pouzin évoluant en Championnat de France de Division 2 pour la saison 2025-2026.

## Historique
Ce club de l'Ardèche a été créé en 1976 sous le nom de l'APS Le Pouzin Handball. Le 31 mai 1992, Le Pouzin Handball 07 accède au Championnat de France de Nationale 2 pour la première fois de son histoire. Le 4 juillet de la même année, le gymnase pouzinois est détruit par un incendie. Elle sera reconstruit et utilisé par l'équipe pouzinoise en 1995. La saison 1997/1998 est une saison historique avec l'accessions de l‘équipe fanion en Nationale 1 pour la première fois de son histoire, de la réserve en Pré-national et de l’équipe senior 3 en Pré-régional.
Après une descente en Nationale 2, Le Pouzin retrouve la N1 en 2002 avec un titre de champion de France à la clé, suivi 2 ans plus tard d'un titre de vice-champion de France de Nationale 1 synonyme d'une première participation au championnat de France de Division 2.

## Palmarès
Compétitions nationales
- Championnat de France de Division 2 :
  - néant
- Championnat de France de Nationale 1 :
  - Vice-champion de France en 2004
- Championnat de France de Nationale 2 :
  - Vice-champion de France en 2002
- Championnat de France de Nationale 3 :
  - néant